# Romênia nos Jogos Olímpicos de Verão de 2020
A Roménia está representada nos Jogos Olímpicos de Verão de 2020 por um total de 105 desportistas que competem em 17 desportos. Responsável pela equipa olímpica é o Comité Olímpico e Desportivo da Romênia, bem como as federações desportivas nacionais da cada desporto com participação.
Os portadores da bandeira na cerimónia de abertura foram o nadador Robert Glință e a remadora Mădălina Bereș.

## Medalhistas
A equipa olímpica de Roménia tem obtido seguintes medalhas:
| Nome                                                            | Desporto | Competição                   |
| --------------------------------------------------------------- | -------- | ---------------------------- |
| Ouro                                                            |          |                              |
| Nicoleta-Ancuța Bodnar Simona Radiș                             | Remo     | Duplo scull (W2X) F          |
| Prata                                                           |          |                              |
| Ana Maria Popescu                                               | Esgrima  | Espada ind. F                |
| Marius Cozmiuc Ciprian Tudosa                                   | Remo     | Dois sem timoneiro (M2-) M   |
| Mihăiță Țigănescu Mugurel Semciuc Ștefan Berariu Cosmin Pascari | Remo     | Quatro sem timoneiro (M4-) M |